# I Can See Clearly Now
I Can See Clearly Now is een nummer geschreven en opgenomen door Johnny Nash in 1972. Hij nam het nummer op onder begeleiding van de The Fabulous Five Inc. Het nummer stond ook op het gelijknamige album en werd een nummer 1-hit in de Amerikaanse Billboard Hot 100. In Nederland werd het nummereenhit in de uitvoeringen van Lee Towers en Jimmy Cliff.

## Versie Lee Towers
I Can See Clearly Now is een single van Lee Towers uit 1982. Het is een cover van het Johnny Nash-nummer uit 1972. Het orkestarrangent is geschreven door Hans Hollestelle. In de Nederlandse Single Top 100 bereikte het nummer een 19de plaats terwijl het in de Nederlandse Top 40 zelfs op nummer 10 terechtkwam.

### Hitnoteringen

#### Nederlandse Top 40
| Hitnotering: 09-10-1982 t/m 20-11-1982 | Hitnotering: 09-10-1982 t/m 20-11-1982 | Hitnotering: 09-10-1982 t/m 20-11-1982 | Hitnotering: 09-10-1982 t/m 20-11-1982 | Hitnotering: 09-10-1982 t/m 20-11-1982 | Hitnotering: 09-10-1982 t/m 20-11-1982 | Hitnotering: 09-10-1982 t/m 20-11-1982 | Hitnotering: 09-10-1982 t/m 20-11-1982 | Hitnotering: 09-10-1982 t/m 20-11-1982 |
| Week:                                  | 1                                      | 2                                      | 3                                      | 4                                      | 5                                      | 6                                      | 7                                      |                                        |
| -------------------------------------- | -------------------------------------- | -------------------------------------- | -------------------------------------- | -------------------------------------- | -------------------------------------- | -------------------------------------- | -------------------------------------- | -------------------------------------- |
| Positie:                               | 27                                     | 15                                     | 10                                     | 10                                     | 20                                     | 31                                     | 37                                     | uit                                    |

#### NederlandseSingle Top 100
| Hitnotering: 02-10-1982 t/m 20-11-1982 | Hitnotering: 02-10-1982 t/m 20-11-1982 | Hitnotering: 02-10-1982 t/m 20-11-1982 | Hitnotering: 02-10-1982 t/m 20-11-1982 | Hitnotering: 02-10-1982 t/m 20-11-1982 | Hitnotering: 02-10-1982 t/m 20-11-1982 | Hitnotering: 02-10-1982 t/m 20-11-1982 | Hitnotering: 02-10-1982 t/m 20-11-1982 | Hitnotering: 02-10-1982 t/m 20-11-1982 | Hitnotering: 02-10-1982 t/m 20-11-1982 |
| Week:                                  | 1                                      | 2                                      | 3                                      | 4                                      | 5                                      | 6                                      | 7                                      | 8                                      |                                        |
| -------------------------------------- | -------------------------------------- | -------------------------------------- | -------------------------------------- | -------------------------------------- | -------------------------------------- | -------------------------------------- | -------------------------------------- | -------------------------------------- | -------------------------------------- |
| Positie:                               | 40                                     | 21                                     | 19                                     | 19                                     | 23                                     | 27                                     | 46                                     | 47                                     | uit                                    |

## Versie Jimmy Cliff
I Can See Clearly Now is een single van Jimmy Cliff afkomstig uit de film Cool Runnings uit 1994. Het is een cover van het Johnny Nash-nummer uit 1972. In de Nederlandse Single Top 100 bereikte het nummer een 39ste plaats. Het nummer stond niet genoteerd in de Nederlandse Top 40 en de Tipparade. In zowel Frankrijk als Nieuw-Zeeland bereikte de single de nummer 1-positie.

### Hitnotering

#### NederlandseSingle Top 100
| Hitnotering: 18-06-1994 t/m 02-07-1994 | Hitnotering: 18-06-1994 t/m 02-07-1994 | Hitnotering: 18-06-1994 t/m 02-07-1994 | Hitnotering: 18-06-1994 t/m 02-07-1994 | Hitnotering: 18-06-1994 t/m 02-07-1994 |
| Week:                                  | 1                                      | 2                                      | 3                                      |                                        |
| -------------------------------------- | -------------------------------------- | -------------------------------------- | -------------------------------------- | -------------------------------------- |
| Positie:                               | 46                                     | 39                                     | 48                                     | uit                                    |

## Versie Lee Towers & Exposure
I can see clearly now / Walking on sunshine is een single van Lee Towers en Exposure uit 1997. Het nummer bestaat uit een mix van 2 nummers. I can see clearly now, een cover van het Johnny Nash-nummer uit 1972 en Walking on sunshine een cover van Katrina & the Waves uit 1985. In de Nederlandse Single Top 100 bereikte het nummer een 44ste plaats en in de Nederlandse Top 40 een 28ste plaats.

### Hitnoteringen

#### Nederlandse Top 40
| Hitnotering: 28-06-1997 t/m 12-07-1997 | Hitnotering: 28-06-1997 t/m 12-07-1997 | Hitnotering: 28-06-1997 t/m 12-07-1997 | Hitnotering: 28-06-1997 t/m 12-07-1997 | Hitnotering: 28-06-1997 t/m 12-07-1997 |
| Week:                                  | 1                                      | 2                                      | 3                                      |                                        |
| -------------------------------------- | -------------------------------------- | -------------------------------------- | -------------------------------------- | -------------------------------------- |
| Positie:                               | 30                                     | 28                                     | 36                                     | uit                                    |

#### NederlandseSingle Top 100
| Hitnotering: 14-06-1997 t/m 02-08-1997 | Hitnotering: 14-06-1997 t/m 02-08-1997 | Hitnotering: 14-06-1997 t/m 02-08-1997 | Hitnotering: 14-06-1997 t/m 02-08-1997 | Hitnotering: 14-06-1997 t/m 02-08-1997 | Hitnotering: 14-06-1997 t/m 02-08-1997 | Hitnotering: 14-06-1997 t/m 02-08-1997 | Hitnotering: 14-06-1997 t/m 02-08-1997 | Hitnotering: 14-06-1997 t/m 02-08-1997 | Hitnotering: 14-06-1997 t/m 02-08-1997 |
| Week:                                  | 1                                      | 2                                      | 3                                      | 4                                      | 5                                      | 6                                      | 7                                      | 8                                      |                                        |
| -------------------------------------- | -------------------------------------- | -------------------------------------- | -------------------------------------- | -------------------------------------- | -------------------------------------- | -------------------------------------- | -------------------------------------- | -------------------------------------- | -------------------------------------- |
| Positie:                               | 67                                     | 48                                     | 44                                     | 49                                     | 55                                     | 59                                     | 71                                     | 90                                     | uit                                    |

## Overige versies
Ook andere artiesten hebben het nummer gecoverd.
Zo nam Pauline Black, zangeres van de Britse skaband The Selecter, het in 1982 op als voorbode van een nooit uitgebrachte soloplaat.
Hothouse Flowers in 1990.
Gladys Knight & the Pips in 1976.
In 2021 bracht de Nederlandse dj/producer Duguneh, met expliciete toestemming van Nash' uitgever en nabestaanden, een officiële cover van het nummer uit.